# Serranochromis robustus
Serranochromis robustus és una espècie de peix de la família dels cíclids i de l'ordre dels perciformes.

## Subespècies
- Serranochromis robustus jallae (Boulenger, 1896)
- Serranochromis robustus robustus (Günther, 1864)[2]